# Trevor Brown
Trevor Brown är en engelsk yrkesverksam illustratör från London, bosatt i Japan. Trevor Brown jämförs ofta med Mark Ryden. Brown skildrar parafilier som pedofili, BDSM eller diverse fetischismer.